# Manor Szolomon
Manor Szolomon (héberül: מנור סולומון, Kfar Szaba, 1999. július 24. –) izraeli válogatott labdarúgó, az angol Leeds United játékosa kölcsönben a Tottenham Hotspur csapatától.

## Pályafutása

### Klubcsapatokban
Pályafutását hazájában kezdte, ahol a Makkabi Petah Tikva csapatában mutatkozott be a felnőttek között.
2018 januárjában felkerült az Európai Labdarúgó-szövetség hivatalos honlapján közzétett „Európa 50 legígéretesebb labdarúgójának” listájára. Abban a szezonban a  Izrael Makkabi Petah Tikva mind a 33 bajnoki mérkőzésén játéklehetőséget kapott és négy gólt ért el ezeken a találkozókon. 2016 és 2019 között hatvannnyolc alkalommal lépett pályára az izraeli élvonalban, ezalatt nyolcszor talált az ellenfelek kapujába. 
2019 januárjában szerződtette az ukrán Premjer Ligában szereplő Sahtar Doneck. Szolomon öt évre szóló szerződést írt alá. Tétmérkőzésen 2019. február 14-én mutatkozott be a bányászváros csapatában az Eintracht Frankfurt ellen az Európa-ligában, nem egészen húsz évesen. Marlos helyén csereként állt be a találkozó 69. percében. A Premjer League-ben 2019. február 25-én debütált egy Olekszandrija elleni bajnokin Viktor Kovalenko cseréjeként. Tizenegy találkozón szerepelt a bajnokságban a szezon végéig, amikor bajnoki címet és kupagyőzelmet ünnepelhetett.
A következő idényban a Bajnokok Ligájában is bemutatkozhatott, 2019. november 26-án pedig ő szerezte csapata gólját a Manchester City elleni 1–1-es döntetlen alkalmával. A 2019-20-as szezonban újból bajnok lett csapatával, húsz mérkőzésen háromszor volt eredményes és bejutottak az Európa-liga elődöntőjébe, ahol az Internazionale ejtette ki az ukrán csapatot.
2020. október 21-én a Real Madrid is eredményes volt csapata bravúros, idegenbeli 3–2-es győzelmekor.
2022. július 25-én kölcsönben szerződtette az angol Fulham csapata. 2023. július 11-én 5 évre ingyen igazolta le a Tottenham Hotspur csapata 5 évre.
2024. augusztus 27-én a Leeds United csapatához szerződött kölcsönbe.

### A válogatottban
Többszörös utánpótlás-válogatott. 2015 és 2017 között az izraeli U17-es és U19-es válogatottakban húsz mérkőzést játszott és háromszor volt eredményes. 2017 és 2018 között az izraeli U21-es válogatott tagja. A felnőtt csapatban 2018 őszén, tizenkilenc éves korában mutatkozott be.

## Magánélete
Kfar Szaba városában született, zsidó családban. Édesapja és édesanyja is testnevelő tanár. Szolgált az izraeli hadseregben.
A labdarúgás alapjait a Hapóél Kfar Szaba utánpótlás akadémiáján sajátította el, kilencéves korában pedig a Makkabi Petah Tikvalabdarúgója lett. Középiskolai tanulmányait szülővárosában végezte, a Galii Gimnáziumban.

## Sikerei, díjai
Sahtar
- Ukrán bajnok: 2018–19, 2019–20, 2021–22
- Ukrán kupa: 2018–19
- Ukrán szuperkupa: 2021